# USS New Orleans (CA-32)
CA-32 «Нью-Орлеан» (англ. USS New Orleans (CA-32)), ранее CL-32 — американский тяжёлый крейсер времен Второй мировой войны, головной корабль одноимённого типа. Изначально головным кораблем типа был USS Astoria (CA-34). Несмотря на то, что она была заложена первой, «Астория» была спущена на воду позже и получила бортовой номер позднее, чем «Нью-Орлеан». В связи с гибелью «Астории» в бою у острова Саво в 1942 году, головным кораблем стал «Нью-Орлеан». Сразу после Гуадалканальской кампании оставшиеся корабли прошли капитальный ремонт, получив новые электрические и радиолокационные системы, а также более мощную ПВО. Для повышения остойчивости кораблей были облегчены надстройки (сняты боевые рубки и перестроены мостики, снят один из кранов). Прошедшие модернизацию корабли и стали известны как тип «Нью-Орлеан».

## Служба

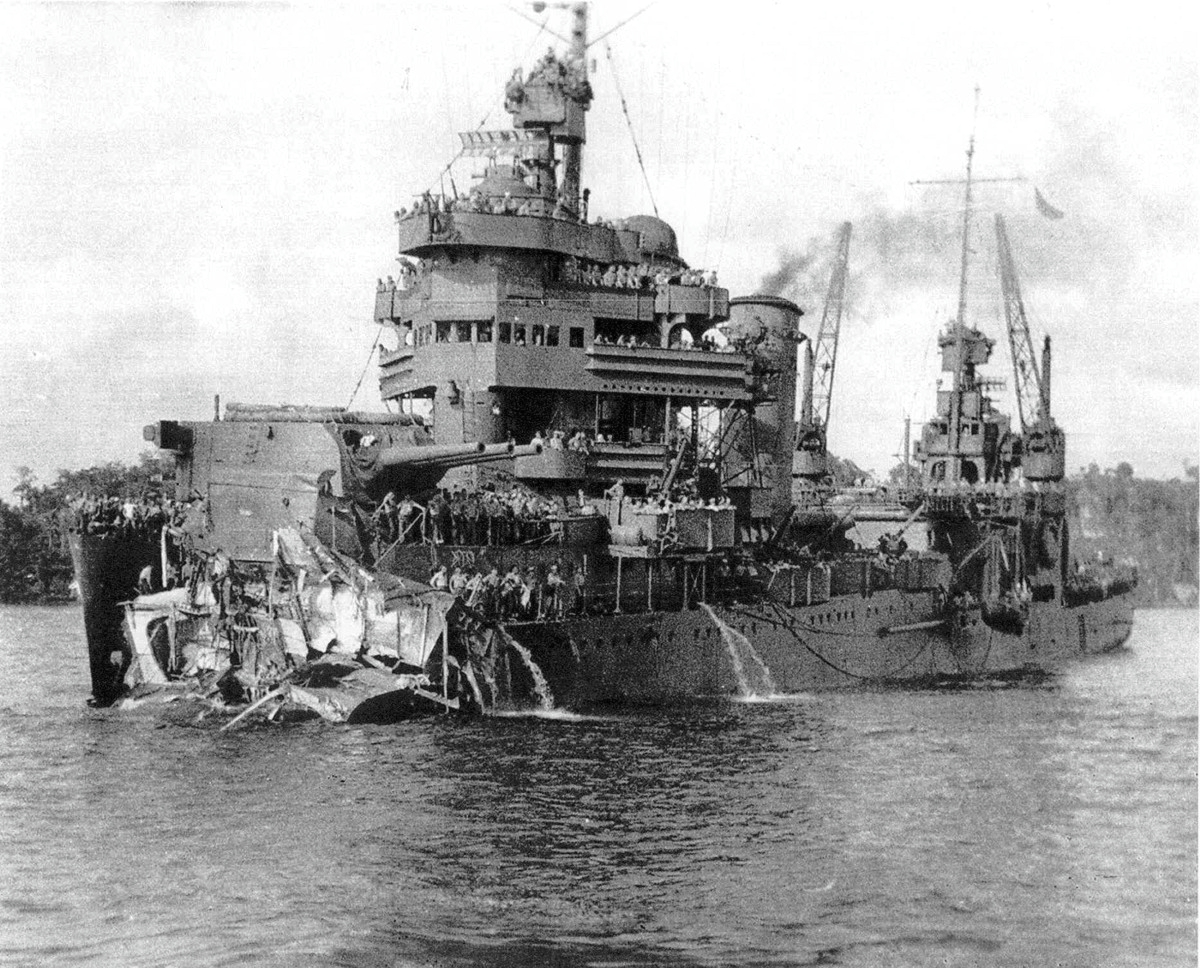
«Нью-Орлеан» в гавани Тулаги с оторванным носом после боя у Тассафаронга

Заложен на верфи New York Navy Yard 14 марта 1931 года. Спущен на воду 12 апреля 1933 года. Введен в строй 15 февраля 1934 года. Служил на Тихом океане в составе 6-й дивизии крейсеров. Вместе с CA-38 «Сан-Франциско» находился в Пёрл-Харборе 7 декабря 1941 во время атаки японской палубной авиации. Получил повреждения и простоял на верфи до января 1942. После возвращения в строй сопровождал конвои в Австралию и Нумеа. Действовал в составе Оперативного соединения № 11. В мае 1942 участвует в сражении в Коралловом море, сняв 580 человек с горящего «Лексингтона». Принимает участие в битве за Мидуэй 4 июня 1942 года. В июле 1942 года вошёл в состав прикрытия авианосца «Саратога». После торпедирования японской подводной лодкой 31 августа «Саратоги», сопровождал её на ремонт. 30 ноября в составе Оперативного соединения № 67 «Нью-Орлеан» участвовал в ночном бою у Тассафаронга. Крейсер получил попадание торпедой в носовую часть, в результате чего последовал взрыв носовых погребов. Была оторвана носовая часть до второй башни.
В сопровождении эсминца «Мори» добрался до Тулаги собственным ходом. 7 марта 1943 года он покинул Сидней и направился на военно-морскую верфь Пьюджет-Саунд, плывя кормой вперед на протяжении всего рейса, где была установлена новая носовая часть с использованием башни № 2 Миннеаполиса.  Вернулся в Пёрл-Харбор в августе 1943 года. Участвовал в операциях у острова Уэйк и Гилбертовых островов. В январе 1944 он занимается обстрелом японских позиций на Кваджеллейне. Во время рейда на Трук входит в состав группы сопровождения авианосцев. Вместе с CA-36 «Миннеаполис» топит учебный крейсер «Катори» и эсминец «Майкадзэ». В апреле прикрывает высадку десанта в Холландии. В его грот мачту врезается повреждённый самолёт с авианосца «Йорктаун», крейсер получил повреждения, но остался в строю. Участвовал в боях у Сайпана, Трук, в бою в Филиппинском море. В октябре участвовал в сражении в заливе Лейте в составе Оперативного соединения № 34. В составе крейсерской эскадры адмирала ДюБоуза потопил поврежденный авианосец «Тиёда» и эсминец «Хацудзуки». Проходил ремонт на верфи Mare Island NSY с декабря 1944 по март 1945 года. Прибыл на Улити 18 апреля и участвовал в высадке десанта на Окинаву. Потом в августе действовал в китайских и корейских водах. За годы Второй мировой войны «Нью Орлеан» получил 16 боевых звёзд.